# Muzeum Narodowe Rolnictwa i Przemysłu Rolno-Spożywczego w Szreniawie

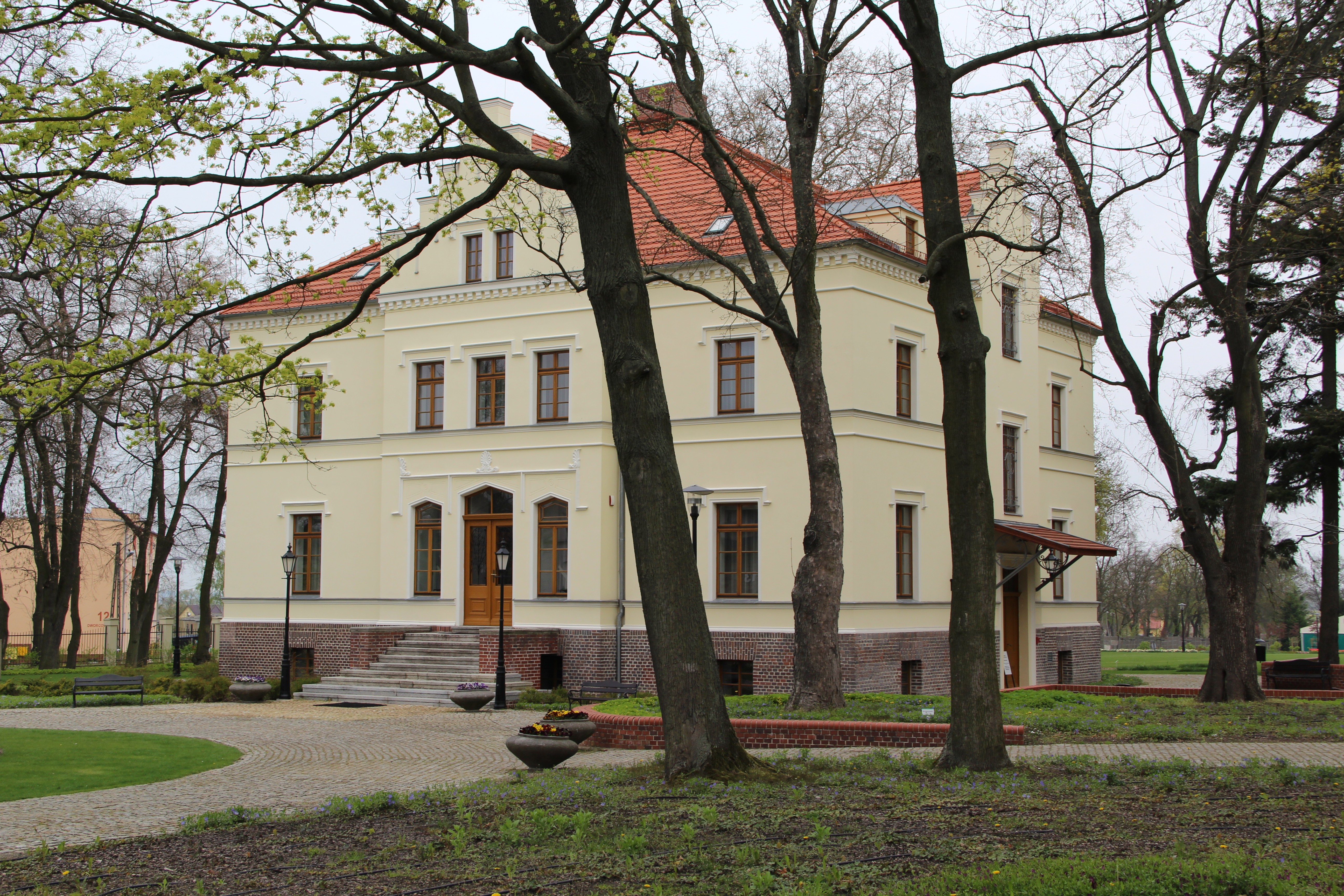
Pałac z 1853 roku

Muzeum Narodowe Rolnictwa i Przemysłu Rolno-Spożywczego w Szreniawie – wielooddziałowe muzeum zlokalizowane w Szreniawie (powiat poznański).

## Historia
Powstało w 1964 r. pod nazwą Muzeum Rolnictwa. Status muzeum narodowego uzyskało w 1975. Nazwę Muzeum Narodowe Rolnictwa i Przemysłu Rolno-Spożywczego w Szreniawie otrzymało Zarządzeniem nr 20 Ministra Rolnictwa, Leśnictwa i Gospodarki Żywnościowej z dnia 4 marca 1986. Nadzór naczelny nad Muzeum sprawował Minister Kultury i Sztuki, a nadzór bezpośredni Minister Rolnictwa, Leśnictwa i Gospodarki Żywnościowej. 28 grudnia 1998 decyzją Ministra Kultury i Sztuki Muzeum w Szreniawie zostało wpisane do Państwowego Rejestru Muzeów. Muzeum w Szreniawie jest członkiem Międzynarodowego Stowarzyszenia Muzeów Rolniczych (AIMA) oraz Polskiego Komitetu Narodowego Międzynarodowej Rady Muzeów (ICOM).
W 2012 r. w Muzeum odbyła się V Międzynarodowa Konferencja Konserwatorska.
W 2014 r. wyróżnione statuetką „Dobosz Powstania Wielkopolskiego”, przyznawaną przez Zarząd Główny Towarzystwa Pamięci Powstania Wielkopolskiego 1918/1919. W 2020 r. placówka zdobyła tytuł Lidera Turystyki w konkursie czasopisma Życie Regionów i Zgromadzenia Forum Ekspertów.
Muzeum gromadzi, opracowuje i udostępnia zabytki dotyczące dziejów wsi polskiej, rolnictwa i przemysłu rolno-spożywczego z terenu Polski. Muzeum zgromadziło ponad 20 tysięcy obiektów muzealnych. Jest jedynym tej rangi muzeum rolnictwa w Polsce i jednym z nielicznych i największych w Europie.

## Wystawy stałe
- Mauzoleum Bierbaumów w Szreniawie
- Dzieje rolnictwa do XVIII wieku
- Pałac
- Rzemiosło wiejskie
- Przetwórstwo rolno-spożywcze
- Pszczelarstwo
- Dzieje melioracji na ziemiach polskich
- Dzieje ochrony roślin i nawożenia na ziemiach polskich
- Postęp techniczny w rolnictwie XIX i XX wieku
- Ogrodnictwo i gleboznawstwo
- Piwowarstwo
- Kuźnia
- Urządzenia rolnicze używane w dużych gospodarstwach rolnych
- Transport wiejski
- Technika zbioru, omłotu, czyszczenia, sortowania i przechowywania
- Stelmacharnia
- Dzieje techniki zbioru zielonek i zbóż
- Żywe zwierzęta
- Sad starych odmian drzew owocowych
- Urządzenia i maszyny do czyszczenia i sortowania zbóż, roślin przemysłowych, nasiennych i motylkowych
- Transport wewnętrzny spichlerzy
- Laboratorium oceny nasion
- Szkodniki magazynowe
- Źródła energii w rolnictwie
- Agrolotnictwo
- Folwark i jego kulturotwórcza rola w rolnictwie polskim w XIX i XX w.
- Państwowe Gospodarstwa Rolne 1949–1992
- Zaopatrzenie wsi w wodę
- Hodowla roślin
- Paszoznawstwo
- Chów i hodowla zwierząt gospodarskich
- Lecznictwo i weterynaria
- Rzeźba plenerowa
- Ogródek zielarski
- Gorzelnia w Szreniawie
- Kiszonkarstwo
- Poletka demonstracyjne tradycyjnych roślin uprawnych

## Oddziały
Obecnie muzeum posiada 5 oddziałów:
- Muzeum Przyrodniczo-Łowieckie w Uzarzewie (1977),
- Muzeum Młynarstwa i Wodnych Urządzeń Przemysłu Wiejskiego w Jaraczu (1981),
- Muzeum Wikliniarstwa i Chmielarstwa w Nowym Tomyślu (1985),
- Skansen i Muzeum Pszczelarstwa w Swarzędzu (1999),
- Muzeum Gospodarki Mięsnej w Sielinku (2004).